# Mike Richmond
Michael Lewis Richmond, (Filadelfia, Pensilvania; 10 de mayo de 1964) es un exjugador de baloncesto estadounidense. Con 2,04 de estatura, su puesto natural en la cancha era el de ala-pívot.

## Trayectoria
- Universidad de Texas-El Paso (1986-1987)
- Rochester Flyers (1987-1989)
- Rockford Lightning (1988-1989)
- Topeka Sizzlers (1989-1990)
- Tulsa Fast Breakers (1989-1990)
- Plannja Lulea (1990-1991)
- Porto FC (1991-1992)
- Chihuahua (1991-1992)
- Liga de Portugal (1992-1993)
- Liga de Francia (1993-1994)
- Kalev Tallinn (1994-1995)
- Deportivo Petrox (1995-1996)
- SSV Ulm (1996-1997)
- Olympia Larissa BC (1997-1998)
- Club Ourense Baloncesto (1998)
- Serapide Pozzuoli (1998-1999)
- Sporting Atenas (1999-2000)
- CB Breogán  (1999)
- CB Granada (1999)
- Melilla Baloncesto (2000)
- Portugal Telecom Lisboa (2001-2002)